# كريس يورجنسن
كريس يورجنسن (بالإنجليزية: Chris Jorgensen)‏ هو رسام أمريكي، ولد في 7 أكتوبر 1860، وتوفي في 24 يونيو 1935.